# Maison des arts et traditions populaires du Berry
La Maison des arts et traditions populaires du Berry est un musée d'histoire et d'ethnologie situé à Châteauroux, dans le département de l'Indre, en France. Il est consacré à la vie quotidienne et aux coutumes des habitants de la région du Berry au XIXe siècle et au début du XXe siècle.

## Histoire
Le bâtiment qui abrite le musée est au départ un ensemble d'écuries faisant partie de la Manufacture Balsan, qui appartient à l'entreprise du même nom spécialisée dans la fabrication de drap et de sols textiles. Le tout se trouve non loin du château du Parc. L'entreprise quitte le site dans les années 1980. Les écuries se trouvent désormais au sein du parc Balsan. Elles sont restaurées et accueillent le musée qui ouvre en 1992.

## Collections
Le musée abrite une collection de costumes et de coiffes traditionnelles berrichonnes de la fin du XIXe siècle et du début du XXe siècle rassemblés par Pierre et Renée Panis. Il expose également des objets de la vie quotidienne, des outils d'artisanat et des outils agricoles.

## Activités
Le musée peut être visité sur rendez-vous du lundi au vendredi.
La maison du Berry sert de siège à deux associations de musique et d'ethnologie étudiant les arts et coutumes du Berry : l'association musicale Chants et danses du Berry et Les Musiciens routiniers.